# The Rockford Files (lied)
The Rockford Files is een instrumentaal nummer uit 1975 van Mike Post en co-componist Pete Carpenter. Het nummer is het themanummer van de Amerikaanse detectiveserie The Rockford Files, met James Garner in de hoofdrol. Het nummer verschijnt aan het begin en einde van elke aflevering in verschillende arrangementen. Gedurende de serie heeft het themanummer talloze evoluties doorgemaakt, waarbij latere versies een aparte brugsectie voor elektrische gitaar bevatten, gespeeld door sessiegitarist Dan Ferguson.
Het instrumentale nummer bevat een blues mondharmonica solo, dobrogitaar, een elektrische gitaarsolo in de brugsectie, plus een Minimoog-synthesizer in de refreinen. Dit was een van de eerste populaire nummers waarin de synthesizer te horen was.
Het nummer stond vier maanden in de hitlijsten en werd in augustus 1975 een Top 10-hit in de VS (#10, twee weken lang) en in Canada (#8). Het was ook een Top 20 Adult Contemporary-hit in beide landen.
"The Rockford Files" won in 1975 een Grammy Award voor Beste Instrumentale Arrangement.
De B-kant (of "flip-side"), getiteld "Dixie Lullabye", werd eveneens gecomponeerd door Post en Carpenter. "The Rockford Files" is tevens het nummer van het American football team waar Tranmere Rovers op uitkwam.